# Paramount Vantage

Logo

Paramount Vantage is een distributielabel van Paramount Pictures, om onafhankelijke films uit te brengen in de Verenigde Staten. Het label werd op 19 mei 2006 opgericht en gaat naast het al bestaande Paramount Classics opereren. John Lesher, al president van Paramount Classics, zal ook Vantage overzien.
De film Babel (2006) met Brad Pitt en Cate Blanchett was de eerste film van Paramount Vantage. De film maatschappij is ook bekend van de Oscar-winnende film There Will Be Blood en Into the Wild; deze laatste film was de tweede film die Sean Penn heeft geregisseerd. In 2007 werd de verfilming van het boek De vliegeraar ook door Paramount Vantage gemaakt.

### Pers
- Officieel persbericht